# Grand Prix Wielkiej Brytanii 2014
Grand Prix Wielkiej Brytanii 2014 (oficjalnie Formula 1 Santander British Grand Prix 2014) – dziewiąta eliminacja Mistrzostw Świata Formuły 1 w sezonie 2014.

## Lista startowa
Źródło: Wyprzedź Mnie!
Na niebieskim tle kierowcy biorący udział jedynie w piątkowych treningach
| Nr | Kierowca            | Zespół                        | Samochód               | Silnik                         | Opony |
| -- | ------------------- | ----------------------------- | ---------------------- | ------------------------------ | ----- |
| 1  | Sebastian Vettel    | Infiniti Red Bull Racing      | Red Bull RB10          | Renault Energy F1-2014 1.6T V6 | P     |
| 3  | Daniel Ricciardo    | Infiniti Red Bull Racing      | Red Bull RB10          | Renault Energy F1-2014 1.6T V6 | P     |
| 4  | Max Chilton         | Marussia F1 Team              | Marussia MR03          | Ferrari 059/3 1.6T V6          | P     |
| 6  | Nico Rosberg        | Mercedes AMG Petronas F1 Team | Mercedes F1 W05 Hybrid | Mercedes-Benz PU106A 1.6T V6   | P     |
| 7  | Kimi Räikkönen      | Scuderia Ferrari              | Ferrari F14 T          | Ferrari 059/3 1.6T V6          | P     |
| 8  | Romain Grosjean     | Lotus F1 Team                 | Lotus E22              | Renault Energy F1-2014 1.6T V6 | P     |
| 9  | Marcus Ericsson     | Caterham F1 Team              | Caterham CT05          | Renault Energy F1-2014 1.6T V6 | P     |
| 10 | Kamui Kobayashi     | Caterham F1 Team              | Caterham CT05          | Renault Energy F1-2014 1.6T V6 | P     |
| 11 | Sergio Pérez        | Sahara Force India F1 Team    | Force India VJM07      | Mercedes-Benz PU106A 1.6T V6   | P     |
| 13 | Pastor Maldonado    | Lotus F1 Team                 | Lotus E22              | Renault Energy F1-2014 1.6T V6 | P     |
| 14 | Fernando Alonso     | Scuderia Ferrari              | Ferrari F14 T          | Ferrari 059/3 1.6T V6          | P     |
| 17 | Jules Bianchi       | Marussia F1 Team              | Marussia MR03          | Ferrari 059/3 1.6T V6          | P     |
| 19 | Felipe Massa        | Williams Martini Racing       | Williams FW36          | Mercedes-Benz PU106A 1.6T V6   | P     |
| 20 | Kevin Magnussen     | McLaren Mercedes              | McLaren MP4-29         | Mercedes-Benz PU106A 1.6T V6   | P     |
| 21 | Esteban Gutiérrez   | Sauber F1 Team                | Sauber C33             | Ferrari 059/3 1.6T V6          | P     |
| 22 | Jenson Button       | McLaren Mercedes              | McLaren MP4-29         | Mercedes-Benz PU106A 1.6T V6   | P     |
| 25 | Jean-Éric Vergne    | Scuderia Toro Rosso           | Toro Rosso STR9        | Renault Energy F1-2014 1.6T V6 | P     |
| 26 | Daniił Kwiat        | Scuderia Toro Rosso           | Toro Rosso STR9        | Renault Energy F1-2014 1.6T V6 | P     |
| 27 | Nico Hülkenberg     | Sahara Force India F1 Team    | Force India VJM07      | Mercedes-Benz PU106A 1.6T V6   | P     |
| 34 | Daniel Juncadella   | Sahara Force India F1 Team    | Force India VJM07      | Mercedes-Benz PU106A 1.6T V6   | P     |
| 36 | Giedo van der Garde | Sauber F1 Team                | Sauber C33             | Ferrari 059/3 1.6T V6          | P     |
| 41 | Susie Wolff         | Williams Martini Racing       | Williams FW36          | Mercedes-Benz PU106A 1.6T V6   | P     |
| 44 | Lewis Hamilton      | Mercedes AMG Petronas F1 Team | Mercedes F1 W05 Hybrid | Mercedes-Benz PU106A 1.6T V6   | P     |
| 46 | Robin Frijns        | Caterham F1 Team              | Caterham CT05          | Renault Energy F1-2014 1.6T V6 | P     |
| 77 | Valtteri Bottas     | Williams Martini Racing       | Williams FW36          | Mercedes-Benz PU106A 1.6T V6   | P     |
| 99 | Adrian Sutil        | Sauber F1 Team                | Sauber C33             | Ferrari 059/3 1.6T V6          | P     |
| Nr | Kierowca            | Zespół                        | Samochód               | Silnik                         | Opony |

## Wyniki

### Sesje treningowe
Źródło: Wyprzedź Mnie!
| Sesja | Nr | Kierowca         | Konstruktor      | Czas     | Okr. |
| ----- | -- | ---------------- | ---------------- | -------- | ---- |
| 1     | 6  | Nico Rosberg     | Mercedes         | 1:35,424 | 25   |
| 2     | 44 | Lewis Hamilton   | Mercedes         | 1:34,508 | 14   |
| 3     | 1  | Sebastian Vettel | Red Bull-Renault | 1:52,552 | 6    |

### Kwalifikacje
Źródło: Wyprzedź Mnie!
| Poz.              | Nr | Kierowca          | Konstruktor          | Q1       | Q2       | Q3       | Poz. s. |
| ----------------- | -- | ----------------- | -------------------- | -------- | -------- | -------- | ------- |
| 1                 | 6  | Nico Rosberg      | Mercedes             | 1:40,380 | 1:35,179 | 1:35,766 | 1       |
| 2                 | 1  | Sebastian Vettel  | Red Bull–Renault     | 1:45,086 | 1:36,410 | 1:37,386 | 2       |
| 3                 | 22 | Jenson Button     | McLaren–Mercedes     | 1:44,425 | 1:36,579 | 1:38,200 | 3       |
| 4                 | 27 | Nico Hülkenberg   | Force India–Mercedes | 1:41,271 | 1:37,112 | 1:38,329 | 4       |
| 5                 | 20 | Kevin Magnussen   | McLaren-Mercedes     | 1:42,507 | 1:37,370 | 1:38,417 | 5       |
| 6                 | 44 | Lewis Hamilton    | Mercedes             | 1:41,085 | 1:34,870 | 1:39,232 | 6       |
| 7                 | 11 | Sergio Pérez      | Force India–Mercedes | 1:42,146 | 1:37,350 | 1:40,457 | 7       |
| 8                 | 3  | Daniel Ricciardo  | Red Bull–Renault     | 1:44,710 | 1:38,166 | 1:40,606 | 8       |
| 9                 | 26 | Daniił Kwiat      | Toro Rosso–Renault   | 1:41,032 | 1:36,813 | 1:40,707 | 9       |
| 10                | 25 | Jean-Éric Vergne  | Toro Rosso–Renault   | 1:43,040 | 1:37,800 | 1:40,855 | 10      |
| 11                | 8  | Romain Grosjean   | Lotus–Renault        | 1:43,121 | 1:38,496 | –        | 11      |
| 12                | 17 | Jules Bianchi     | Marussia–Ferrari     | 1:41,169 | 1:38,709 | –        | 12      |
| 13                | 4  | Max Chilton       | Marussia–Ferrari     | 1:42,085 | 1:39,800 | –        | 18      |
| 14                | 21 | Esteban Gutiérrez | Sauber–Ferrari       | 1:43,285 | 1:40,912 | –        | 19      |
| 15                | 99 | Adrian Sutil      | Sauber–Ferrari       | 1:42,603 | –        | –        | 13      |
| 16                | 77 | Valtteri Bottas   | Williams             | 1:45,318 | –        | –        | 14      |
| 17                | 19 | Felipe Massa      | Williams             | 1:45,695 | –        | –        | 15      |
| 18                | 14 | Fernando Alonso   | Ferrari              | 1:45,935 | –        | –        | 16      |
| 19                | 7  | Kimi Räikkönen    | Ferrari              | 1:46,684 | –        | –        | 19      |
| 20                | 9  | Marcus Ericsson   | Caterham–Renault     | 1:49,421 | –        | –        | [ a ]   |
| 21                | 10 | Kamui Kobayashi   | Caterham–Renault     | 1:49,625 | –        | –        | [ a ]   |
| Zdyskwalifikowani |    |                   |                      |          |          |          |         |
|                   | 13 | Pastor Maldonado  | Lotus–Renault        | 1:43,892 | 1:44,018 | –        | 20      |

### Wyścig

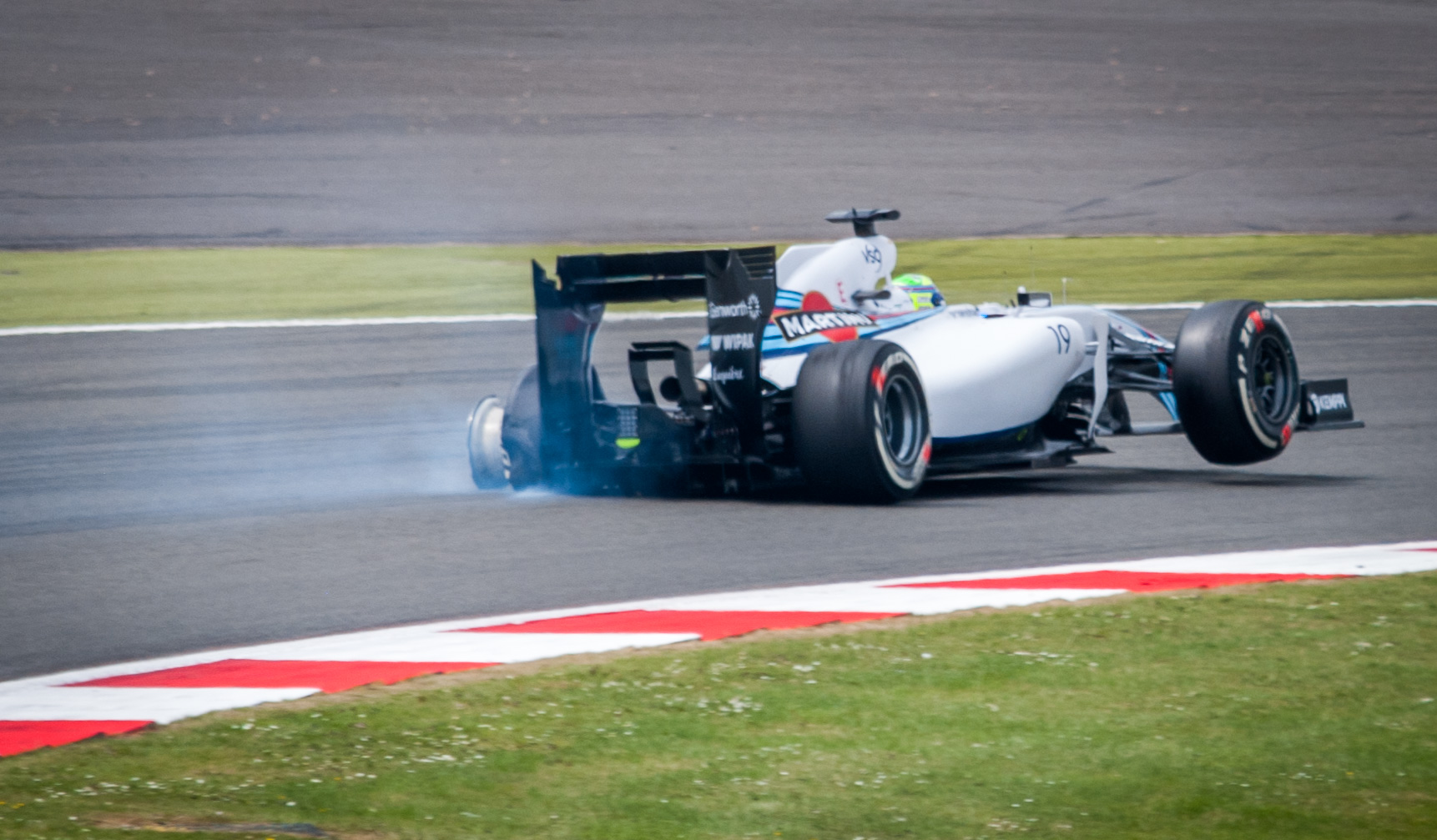
Uszkodzony samochód Felipe Massy podczas wyścigu

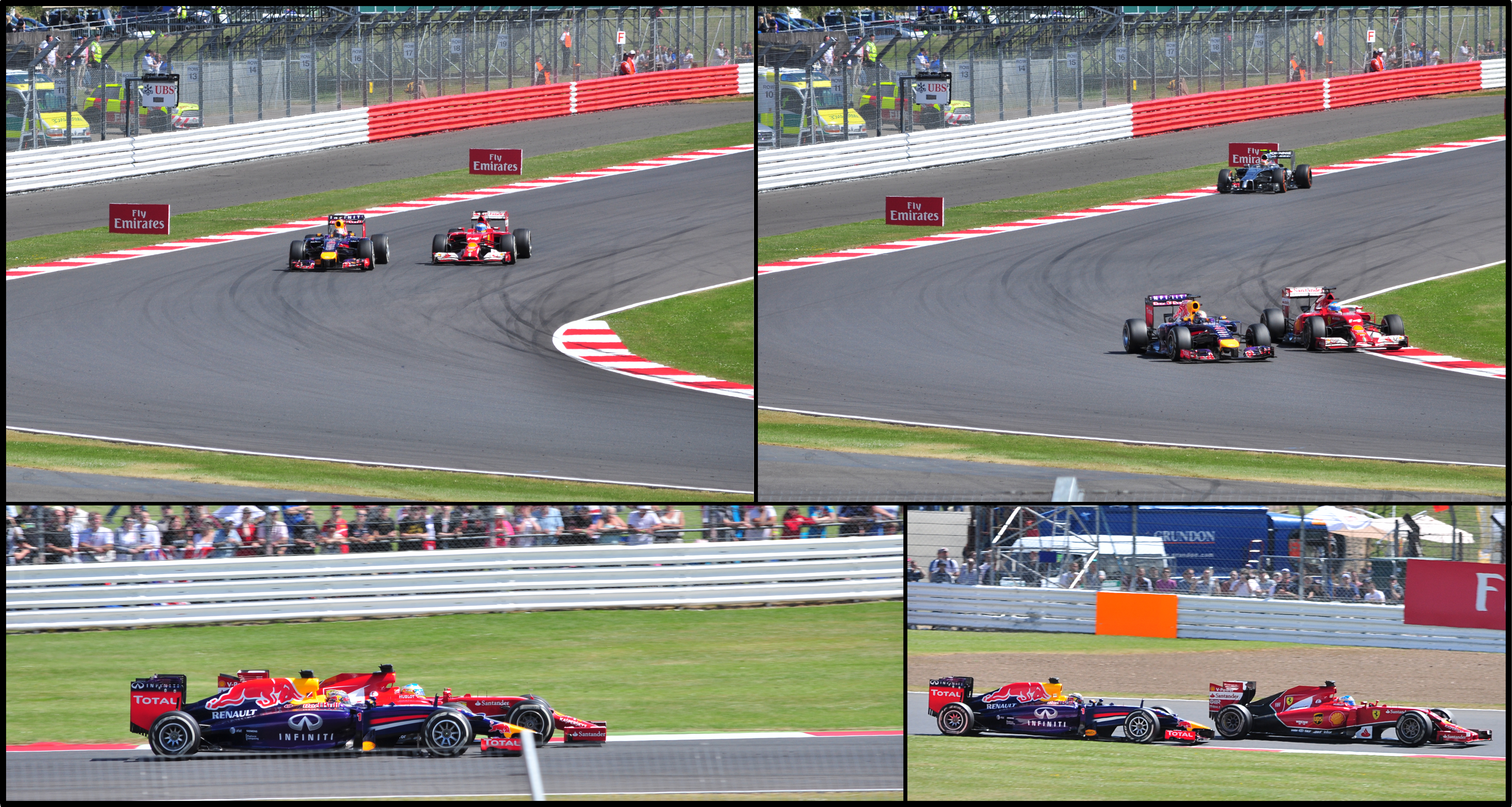
Sebastian Vettel i Fernando Alonso podczas wyścigu

Źródło: Wyprzedź Mnie!
| P                 | + / –     | Nr | Kierowca          | Konstruktor          | Okr. | Czas / Strata          | Komentarz      |
| ----------------- | --------- | -- | ----------------- | -------------------- | ---- | ---------------------- | -------------- |
| 1                 | 5         | 44 | Lewis Hamilton    | Mercedes             | 52   | 2h26m52,094            |                |
| 2                 | 12        | 77 | Valtteri Bottas   | Williams–Mercedes    | 52   | +0:38,135              |                |
| 3                 | 5         | 3  | Daniel Ricciardo  | Red Bull–Renault     | 52   | +0:46,495              |                |
| 4                 | 1         | 22 | Jenson Button     | McLaren–Mercedes     | 52   | +0:47,390              |                |
| 5                 | 3         | 1  | Sebastian Vettel  | Red Bull–Renault     | 52   | +0:53,864              |                |
| 6                 | 10        | 14 | Fernando Alonso   | Ferrari              | 52   | +0:59,946              |                |
| 7                 | 2         | 20 | Kevin Magnussen   | McLaren–Mercedes     | 52   | +1:02,563              |                |
| 8                 | 4         | 27 | Nico Hülkenberg   | Force India–Mercedes | 52   | +1:28,692              |                |
| 9                 | Bez zmian | 26 | Daniił Kwiat      | Toro Rosso–Renault   | 52   | +1:29,340              |                |
| 10                | Bez zmian | 25 | Jean-Éric Vergne  | Toro Rosso–Renault   | 51   | +1 okr.                |                |
| 11                | 4         | 11 | Sergio Pérez      | Force India–Mercedes | 51   | +1 okr.                |                |
| 12                | 1         | 8  | Romain Grosjean   | Lotus–Renault        | 51   | +1 okr.                |                |
| 13                | Bez zmian | 99 | Adrian Sutil      | Sauber–Ferrari       | 51   | +1 okr.                |                |
| 14                | 2         | 17 | Jules Bianchi     | Marussia–Ferrari     | 51   | +1 okr.                |                |
| 15                | 7         | 10 | Kamui Kobayashi   | Caterham–Renault     | 50   | +2 okr.                |                |
| 16                | 1         | 4  | Max Chilton       | Marussia–Ferrari     | 50   | +2 okr.                |                |
| 17                | 3         | 13 | Pastor Maldonado  | Lotus–Renault        | 49   | +3 okr.                | awaria wydechu |
| Niesklasyfikowani |           |    |                   |                      |      |                        |                |
|                   |           | 6  | Nico Rosberg      | Mercedes             | 28   | skrzynia biegów        |                |
|                   |           | 9  | Marcus Ericsson   | Caterham–Renault     | 11   | uszkodzone zawieszenie |                |
|                   |           | 21 | Esteban Gutiérrez | Sauber–Ferrari       | 9    | wypadek                |                |
|                   |           | 19 | Felipe Massa      | Williams–Mercedes    | 0    | kolizja z Räikkönenem  |                |
|                   |           | 7  | Kimi Räikkönen    | Ferrari              | 0    | wypadek                |                |
| P                 | + / –     | Nr | Kierowca          | Konstruktor          | Okr. | Czas / Strata          | Komentarz      |

### Najszybsze okrążenie
Źródło: Wyprzedź Mnie!
| Nr | Kierowca       | Konstruktor | Czas     | Okr. |
| -- | -------------- | ----------- | -------- | ---- |
| 44 | Lewis Hamilton | Mercedes    | 1:37,176 | 26   |

## Prowadzenie w wyścigu
Źródło: Racing–Reference.info
| Nr                              | Kierowca       | Okrążenia    | Suma |
| ------------------------------- | -------------- | ------------ | ---- |
| 44                              | Lewis Hamilton | 18-24, 28-52 | 31   |
| 6                               | Nico Rosberg   | 1-18, 24-28  | 21   |
| \| Wykres \| \| ------ \| \| \| |                |              |      |
| Wykres                          |                |              |      |
|                                 |                |              |      |

## Klasyfikacja po wyścigu

### Kierowcy
| P  | +/− | Kierowca          | Starty | Punkty | P1 | P2 | P3 | PP | NO | NS |
| -- | --- | ----------------- | ------ | ------ | -- | -- | -- | -- | -- | -- |
| 1  | 0   | Nico Rosberg      | 9      | 165    | 3  | 5  | –  | 4  | 3  | 1  |
| 2  | 0   | Lewis Hamilton    | 9      | 161    | 5  | 2  | –  | 4  | 2  | 2  |
| 3  | 0   | Daniel Ricciardo  | 9      | 98     | 1  | –  | 3  | –  | –  | 2  |
| 4  | 0   | Fernando Alonso   | 9      | 87     | –  | –  | 1  | –  | –  | –  |
| 5  | +2  | Valtteri Bottas   | 9      | 73     | –  | 1  | 1  | –  | –  | 1  |
| 6  | −1  | Sebastian Vettel  | 9      | 70     | –  | –  | 2  | –  | 1  | 3  |
| 7  | −1  | Nico Hülkenberg   | 9      | 63     | –  | –  | –  | –  | –  | –  |
| 8  | 0   | Jenson Button     | 9      | 55     | –  | –  | 1  | –  | –  | –  |
| 9  | +1  | Kevin Magnussen   | 9      | 35     | –  | 1  | –  | –  | –  | 1  |
| 10 | −1  | Felipe Massa      | 9      | 30     | –  | –  | –  | 1  | 1  | 2  |
| 11 | 0   | Sergio Pérez      | 8      | 28     | –  | –  | 1  | –  | 1  | 1  |
| 12 | 0   | Kimi Räikkönen    | 9      | 19     | –  | –  | –  | –  | 1  | 1  |
| 13 | +1  | Jean-Éric Vergne  | 9      | 9      | –  | –  | –  | –  | –  | 4  |
| 14 | −1  | Romain Grosjean   | 9      | 8      | –  | –  | –  | –  | –  | 3  |
| 15 | 0   | Daniił Kwiat      | 9      | 6      | –  | –  | –  | –  | –  | 2  |
| 16 | 0   | Jules Bianchi     | 9      | 2      | –  | –  | –  | –  | –  | 3  |
| 17 | 0   | Adrian Sutil      | 9      | 0      | –  | –  | –  | –  | –  | 4  |
| 18 | 0   | Marcus Ericsson   | 9      | 0      | –  | –  | –  | –  | –  | 4  |
| 19 | 0   | Pastor Maldonado  | 8      | 0      | –  | –  | –  | –  | –  | 3  |
| 20 | 0   | Esteban Gutiérrez | 9      | 0      | –  | –  | –  | –  | –  | 4  |
| 21 | 0   | Max Chilton       | 9      | 0      | –  | –  | –  | –  | –  | 1  |
| 22 | 0   | Kamui Kobayashi   | 9      | 0      | –  | –  | –  | –  | –  | 3  |
| P  | +/− | Kierowca          | Starty | Punkty | P1 | P2 | P3 | PP | NO | NS |

### Konstruktorzy
| P  | +/− | Konstruktor          | Starty | Punkty | P1 | P2 | P3 | PP | NO | NS |
| -- | --- | -------------------- | ------ | ------ | -- | -- | -- | -- | -- | -- |
| 1  | 0   | Mercedes             | 18     | 326    | 8  | 7  | –  | 8  | 5  | 2  |
| 2  | 0   | Red Bull–Renault     | 18     | 168    | 1  | –  | 5  | –  | 1  | 5  |
| 3  | 0   | Ferrari              | 18     | 106    | –  | –  | 1  | –  | 1  | 1  |
| 4  | +1  | Williams–Mercedes    | 18     | 103    | –  | 1  | 1  | 1  | 1  | 3  |
| 5  | −1  | Force India–Mercedes | 17     | 91     | –  | –  | 1  | –  | 1  | 1  |
| 6  | 0   | McLaren–Mercedes     | 18     | 90     | –  | 1  | 1  | –  | –  | 1  |
| 7  | 0   | Toro Rosso–Renault   | 18     | 15     | –  | –  | –  | –  | –  | 8  |
| 8  | 0   | Lotus–Renault        | 17     | 8      | –  | –  | –  | –  | –  | 6  |
| 9  | 0   | Marussia–Ferrari     | 18     | 2      | –  | –  | –  | –  | –  | 4  |
| 10 | 0   | Sauber–Ferrari       | 18     | 0      | –  | –  | –  | –  | –  | 8  |
| 11 | 0   | Caterham–Renault     | 18     | 0      | –  | –  | –  | –  | –  | 7  |
| P  | +/− | Konstruktor          | Starty | Punkty | P1 | P2 | P3 | PP | NO | NS |